# Collen (Adelsgeschlecht)

Wappen derer van Collen in den Niederlanden 1816

Collen (auch von Cöln bzw. (van) Colyn) ist der Name eines ehemaligen rheinländisch-niederländischen Adelgeschlechtslos das 1853 ausgestorben ist. Eine weitere Linie war in Belgien ansässig und ist 1839 in männlicher Linie erloschen.

## Geschichte
Die Ursprünge der Familie liegen im 15. Jahrhundert, wo sie in der Stadt Aachen als Magistratspersonen tätig waren. Servatius van Collen († 1536), begründete die ununterbrochene Stammlinie. Im Jahre 1630 wurde sein Nachkomme, Jan van Colen, in den Reichsadelsstand erhoben.

### Belgische Linie
1613 wurde Barthélémy van Colen († 1615), ein Nachkomme des Servatius van Collen in Antwerpen sesshaft. Jan van Colen wurde 1630 in den Erbadel aufgenommen, sein Sohn Ferdinand van Colen erhielt diese Bestätigung erneut in 1675. Weitere Adelsbestätigungen durch den spanischen Monarchen erfolgten in den Jahren 1659, 1683 und 1686. Durch die Heirat von Servais van Colen (1672–1705) mit Marie Catherine Courtois, Frau von Boechout (1672–1730) im Jahr 1693, gingen die Herrschaft und das Schloss von Boechout an die Familie Colen über. Ein Nachkomme, Lodewijk, später Louis-Paul van Colen de Bouchout (1766–1820), Herr von Boechout, wurde 1816 in die Ritterschaft von Antwerpen berufen und erhielt das Adelsprädikat Jonkheer. Die belgische Linie ist 1839 mit seiner Tochter erloschen.

### Niederländische Linie
Servatius van Collen († 1610), Enkelsohn des Stammherren Servatius van Collen, wurde aufgrund seines protestantischen Glaubens aus Aachen verbannt und ließ sich dann in Amsterdam nieder, um dort in der Stadtregierung Fuß zu fassen. Durch die Heirat seines Nachkommen Ferdinand van Collen (1651–1735) mit Maria de Bordes, Frau von Gunterstein und Tienhoven (1649–1719), ging Gunterstein in die Familie Van Collen über. In den Jahren 1716 und 1734 wurden Familienmitglieder in den Reichsritterstand versetzt. 1815 wurde die Familie mit dem Prädikat Jonkheer in den neuen niederländischen Adel eingeführt. Dieser letzte noch blühende Familienzweig erlosch im Jahre 1853.

## Personen
- Ferdinand van Collen (1651–1735), Herr von Gunsterstein und Tienhoven, Amsterdamer Regent und Bürgermeister, Direktor der Sozietät von Suriname
- Jeremias van Collen, Bruder des vorherigen; Gouverneur von Curaçao
- Ferdinand (II) van Collen (1681–1764), Sohn von Ferdinand; Amsterdamer Bürgermeister
- Wilhelm Ferdinand Willink van Collen (1847–1878), Amsterdamer Maler (Willink van Collenprijs)

## Wappen
Blasonierung: Der Schild Rot über Blau geteilt. Oben zwei über Kreuz gelegte, goldene Pilgerstäbe, unten zwei balkenweise gestellte, goldene Schellen. Auf dem Helm ein Engel in goldenem Oberkleid, blauem oder rotem Unterkleid und goldenem Pilgerstab in der rechten Hand. Die Helmdecken sind rot-golden.

## Weblink
- Opmerkingen over de geslachten behandeld in Nederland’s Adelsboek (1949), Seiten 44 und 45 (PDF; 8,8 MB)